# Телефонный план нумерации Германии
Телефонный план нумерации Германии — диапазоны телефонных номеров, выделяемых различным пользователям телефонной сети общего пользования в Германии, специальные номера и другие особенности набора для совершения телефонных вызовов. Все международные номера пользователей данной телефонной сети имеют общее начало +49 — называемый также префиксом или телефонным кодом страны.
Международный код: +49

Префикс для совершения международных звонков: 00

Префикс для внутренних звонков: 0

Регулирование Телефонным планом нумерации Германии — обязанность Федерального агентства связи Германии.

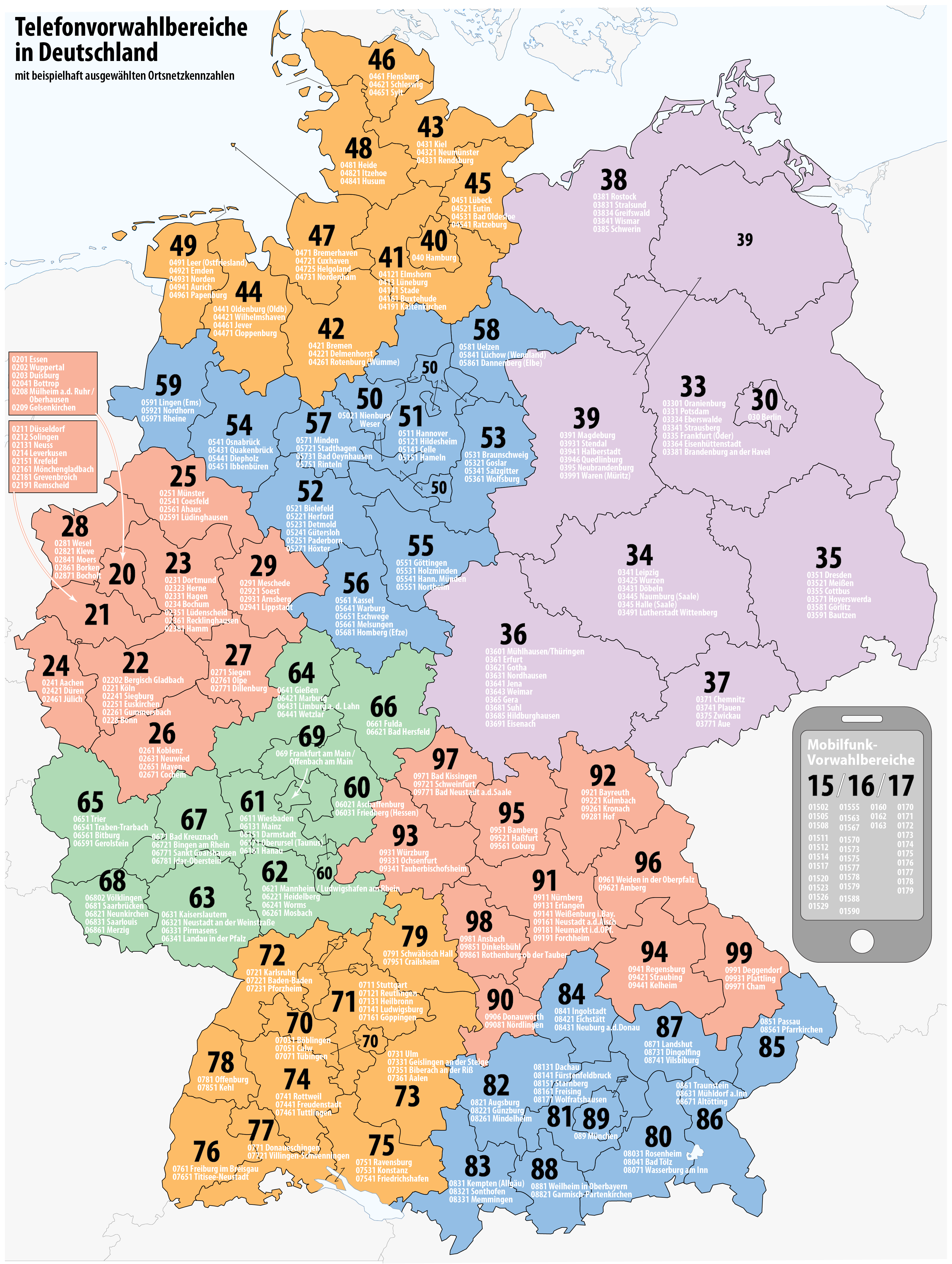
8 географических зон

## Общая информация
В Германии принят открытый телефонный план нумерации. В этой стране не существует фиксированной длины телефонного номера абонента, что значит, что некоторые абонентские номера могут быть длиной до 2 цифр. Как результат, телефонный номер в основном различной длины, кроме некоторых негеографических кодов, для которых была принята фиксированная длина телефонного номера. Такая особенность позволяет расширить диапазон номеров, не меняя при этом уже существующие номера.
В германском телефонном плане нумерации насчитывается 5200 географических кодов, длина которых варьируется от 2 до 5 цифр (не считая префикса 0). Географические коды расположены в диапазоне от 02 до 09, в то время как негеографические — в диапазоне 01. Специальным сервисам отданы коды, начинающиеся на 11. Доступ к ним осуществляется без префикса 0.

## План нумерации в географических кодах
Географические коды бывают от двух до пяти цифр длиной. Максимальная общая длина телефонного номера — 11 цифр. Номера абонентов не могут начинаться с 0 и 11.
- (0xx) xxxx-xxxx

Этот формат используется в четырёх крупнейших городах Германии: Берлин (030), Гамбург (040), Франкфурт (069) и Мюнхен (089).
Максимальное количество цифр абонентского номера — 8
- (0xxx) xxxx-xxxx

Этот формат также предусматривает максимальную длину до 8 цифр
- (0хххх) ххх-хххх

Максимальная длина абонентского номера — 7
- (03хххх) xx-96xxxx

Некоторые маленькие территории в бывшей Восточной Германии используют пятизначные коды, все из них начинаются с тройки. Максимальное количество цифр абонентского номера — 6.

## План нумерации в негеографических кодах
Первоначально все негеографические номера имели префикс 01. В настоящее время некоторые из них используют другие коды.
- 010xy, 0100уу

Используются для выбора оператора при совершении междугородних и международных вызовов.
- [0]11…

Отданы коротким номерам специальных сервисов. Доступ к таким номерам осуществляется без префикса 0. В основном, до них нельзя дозвониться из-за границы, за исключением 116xxx (+49-116xxx). В таблице приведены все короткие номера.
| Номер   | Предназначение                                      |
| ------- | --------------------------------------------------- |
| 110     | Полиция                                             |
| 112     | Единый номер экстренных служб                       |
| 115     | Предоставление информации о государственных услугах |
| 116 000 | Горячая линия по пропаже детей                      |
| 116 006 | Служба для жертв преступлений                       |
| 116 111 | Служба поддержки для детей                          |
| 116 116 | Служба экстренного блокирования банковских карт     |
| 116 117 | Неэкстренная медицинская консультация               |
| 116 123 | Служба психологической поддержки                    |
| 118 xx  | Справочные службы                                   |
К экстренным службам также относится номер 19 222, который предназначен для вызова неэкстренного медицинского транспорта.
- 012xx-xxxxxxx

Префикс 012 был введён как тестовая площадка для инновационных сервисов, такие как VoIP, унифицированные коммуникации, для которых другие коды были недоступны. Номера в этом диапазоне выдавались только на пять лет, после чего необходимо было вводить новые. Последние запросы на регистрацию новых номеров были отклонены и переправлены к коду 0900. Срок действия последнего номера в этом коде истёк в 2011 году, с тех пор диапазон 012 перемещён в резерв.
- 0137-xxx xxxxxxx, (0138-1xxx…)

Код 0137 введён для услуг, которые требуют большое количество звонков за малый период, например телеголосование или звонки на радиоэфир. Первая цифра номера указывает на стоимость звонка, вторая — на максимальное количество номеров, которое может быть обслужено за период времени.
В настоящее время планируется переход кода 0137 на код 0500 и кода 0138 на код 0902.
| Код   | Цена            |
| ----- | --------------- |
| 01371 | 0,14€ за звонок |
| 01372 | 0,14€ за минуту |
| 01373 | 0,14€ за минуту |
| 01374 | 0,14€ за минуту |
| 01375 | 0,14€ за звонок |
| 01376 | 0,25€ за звонок |
| 01377 | 1,00€ за звонок |
| 01378 | 0,50€ за звонок |
| 01379 | 0,50€ за звонок |
| 0138  | 0,14€ за минуту |
- 015xx-xxxxxxx, 016x-xxxxxxx, 017x-xxxxxxx

Мобильным номерам присвоены коды 015, 016, 017. Общая длина телефонных номеров — 10-11 цифр без префикса 0: номера, начинающихся с 16 или 16 десятью цифрами длиной, не считая 176 и 1609, которые имеют длину в одиннадцать цифр длиной, также как номера, начинающиеся на 15.
В таблице приведены коды, выданные мобильным операторам.
| Код                          | Привязан к                                                          | Возможность переноса номера |
| ---------------------------- | ------------------------------------------------------------------- | --------------------------- |
| 0150                         | Group3G, в настоящее время не функционирует                         | нет                         |
| 0151, 0160, 0170, 0171, 0175 | T-Mobile                                                            | да                          |
| 0152, 0162, 0172, 0173, 0174 | Vodafone                                                            | да                          |
| 01521                        | код предоставлен Lycamobile (MVNO)                                  | да                          |
| 01529                        | код предоставлен Truphone (MVNO)                                    | да                          |
| 0155, 0157, 0163, 0177, 0178 | E-Plus                                                              | да                          |
| 01570                        | ранее код был предоставлен Teologic (MVNO), сейчас не функционирует | да                          |
| 01575                        | код предоставлен Ring Mobilfunk (MVNO)                              | да                          |
| 01579                        | ранее код был предоставлен sipgate (MVNO)                           | да                          |
| 0159, 0176, 0179             | O2                                                                  | да                          |
| 0161                         | Зарезервировано, первоначально C-Netz                               | нет                         |
| 0164, 0168, 0169             | e*message (пейджеры)                                                | нет                         |
| 0167                         | Транкинговая система, в настоящее время номера не выданы            | нет                         |
Как бы то ни было, с введением MNP, префиксы не могут быть более использованы для определения мобильного оператора. С помощью них можно определить только первоначального оператора. Узнать нынешнего оператора можно в открытых источниках, которые ежедневно обновляются.
Все мобильные операторы предлагают бесплатные автоматизированные сервисы, которые могут быть использованы для определения принадлежности номера к сети.
- 018xx-xxxxxxx

Префикс 018 используется для пользовательских групп.
- 0180-xxxxxxx

Предназначен для сервисов, ориентированных на предоставлении услуг, таких как колл-центры, горячии линии и т. п. По состоянию на 21.01.2016, эти номера известны как услуги за дополнительную плату
| Префикс | Название тарифа                                 | Цена с телефонов фиксированной связи | Цена с мобильных телефонов      |
| ------- | ----------------------------------------------- | ------------------------------------ | ------------------------------- |
| 0180-1  | Повременной тариф 1                             | 0.039 €/мин.                         | макс. 0.42 €/мин.               |
| 0180-2  | Тариф за вызов 1                                | 0.06 €/звонок                        | макс. 0.42 €/мин.               |
| 0180-3  | Повременной тариф 2                             | 0.09 €/мин.                          | макс. 0.42 €/мин.               |
| 0180-4  | Тариф за вызов 2                                | 0.20 €/звонок                        | макс. 0.42 €/мин.               |
| 0180-5  | Повременной тариф 3                             | 0.14 €/мин.                          | макс. 0.42 €/мин.               |
| 0180-6  | Тариф за вызов 3                                | 0.20 €/звонок                        | макс. 0.60 €/звонок             |
| 0180-7  | Повременной тариф 4, первые 30 секунд бесплатны | 0.14 €/мин. после 30 сек.            | макс. 0.42 €/мин. после 30 сек. |
- 0181-xxx-x…, 0181-xxxx-x…

Международная виртуальная частная сеть
- 019xxx

Номера с 0191—0194 используются для доступа к онлайн-сервисам (например, Интернет).
- 0198…, 0199…

Зарезервировано для тех же целей, что и для 0191—0194.
- 031-x

При вызове на номера 031-0 и 031-1 абонент услышит записанное сообщение, показывающее выбранного оператора для совершения междугородних и местных звонков, соответственно.
- 032-xxxxxxxxx

В этом диапазоне зарегистрированы национальные номера абонентов.
- 0700-xxxxxxxx

Код 0700 предназначен для персональной нумерации (один из видов виртуального номера).
- 0800-xxxxxxx

Код 0800 используется для бесплатных номеров.
- 0900-x-xxxxxx

Услуги за дополнительную плату. Первая цифра номера указывает на вид предоставляемой услуги
| Префикс | Вид услуг                                          |
| ------- | -------------------------------------------------- |
| 0900-1  | Информационные услуги (без контента для взрослых)  |
| 0900-3  | Развлекательные услуги (без контента для взрослых) |
| 0900-5  | Другие услуги (в том числе контент для взрослых)   |